# Nagroda im. Gottfrieda Kellera
Nagroda im. Gottfrieda Kellera (niem. Gottfried Keller Preis) – jedna z najstarszych i najważniejszych nagród literackich Szwajcarii. Organizowana przez Martin Bodmer-Stiftung dla upamiętnienia Gottfrieda Kellera.

## Laureaci Gottfried Keller Preis
- 2010 Gerold Späth
- 2007 Fabio Pusterla
- 2004 Klaus Merz(inne języki)
- 2001 Agota Kristof
- 1999 Peter Bichsel
- 1997 Giovanni Orelli(inne języki)
- 1994 Gerhard Meier(inne języki)
- 1992 Erika Burkart(inne języki)
- 1989 Jacques Mercanton(inne języki)
- 1985 Herbert Lüthy(inne języki)
- 1983 Hermann Lenz(inne języki)
- 1981 Philippe Jaccottet
- 1979 Max Wehrli(inne języki)
- 1977 Elias Canetti
- 1975 Hans Urs von Balthasar
- 1973 Ignazio Silone
- 1971 Marcel Raymond
- 1969 Golo Mann
- 1967 Edzard Schaper
- 1965 Meinrad Inglin
- 1962 Emil Staiger(inne języki)
- 1959 Maurice Zermatten(inne języki)
- 1956 Max Rychner(inne języki)
- 1954 Werner Kaegi(inne języki)
- 1952 Gertrud von Le Fort
- 1949 Rudolf Kassner(inne języki)
- 1947 Fritz Ernst(inne języki)
- 1943 Robert Faesi(inne języki)
- 1938 Ernst Gagliardi(inne języki)
- 1936 Hermann Hesse
- 1933 Festgabe Universität Zürich
- 1931 Hans Carossa(inne języki)
- 1929 Josef Nadler(inne języki)
- 1927 Charles Ferdinand Ramuz
- 1925 Heinrich Federer(inne języki)
- 1922 Jakob Bosshart(inne języki)